# Anyakrawati
Soesoehoenan Anyakrawati was van 1601 tot 1613 keizer van Mataram.
De vorst wilde dat zijn zwakzinnige oudste zoon hem op zou volgen. Men vervulde de wens van de heerser door Martapura één dag lang als sultan Adipati Martapura te laten regeren. De werkelijke opvolger werd een jongere zoon, sultan Anyokrokoesoemo (1613-1646), meestal "Agung de Grote" genoemd.